# Haile Gerima

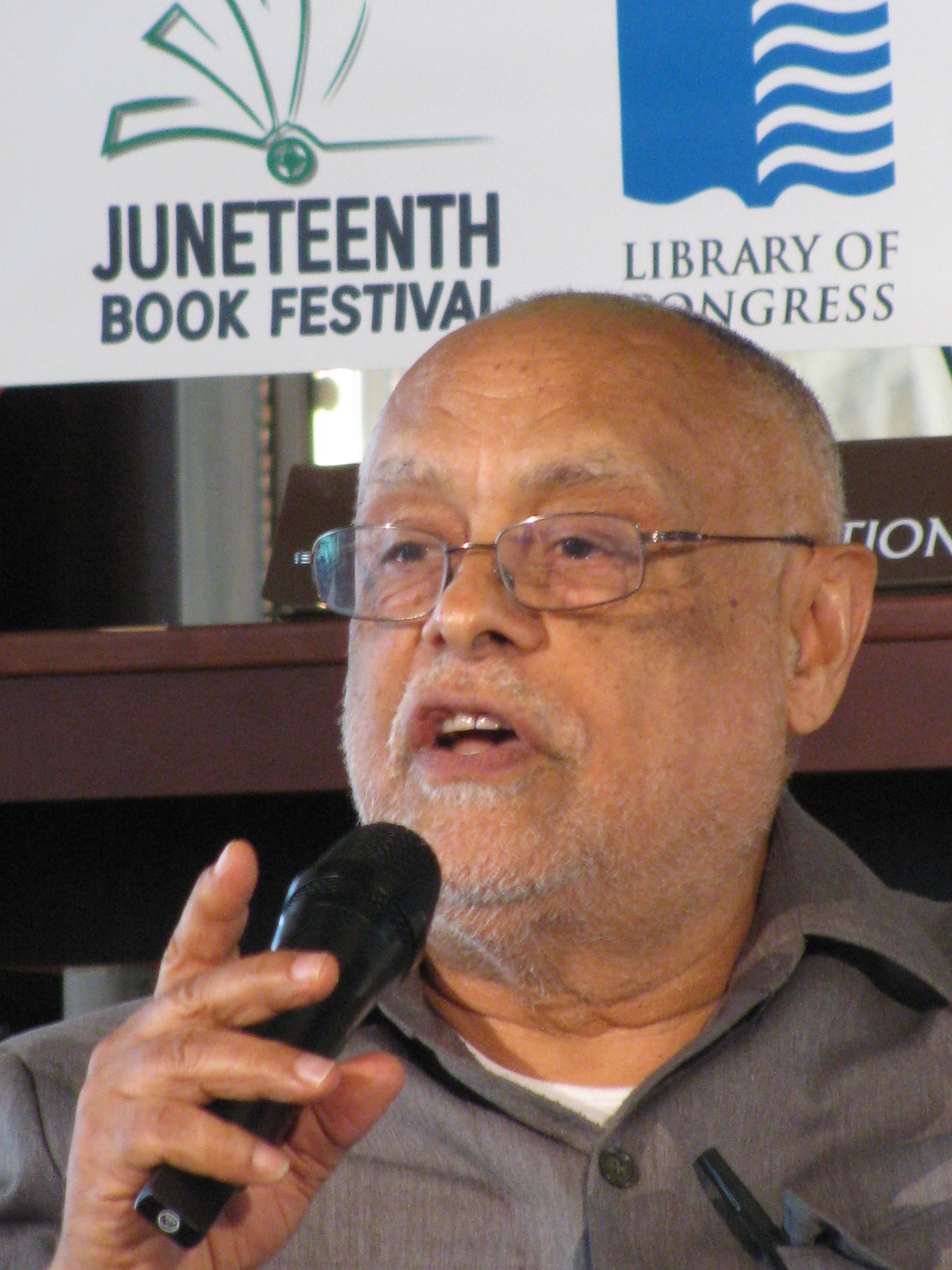
Haile Gerima 2015.

Haile Gerima, född 4 mars 1946 i Gondar, Etiopien, är en etiopisk regissör, manusförfattare, producent och klippare bosatt i USA. Gerima är en framstående person inom afrikansk film och har en lång karriär med sju långfilmer och två dokumentärer sedan debuten med kortfilmen Hour Glass 1971. För filmen Teza (2008) vann han så väl Guldhingsten på FESPACO som Silverlejonet på Filmfestivalen i Venedig och CinemAfricas filmpris.
Vid sidan av filmskapandet undervisar Gerima sedan 25 år i film på Howard University i Washington DC.